# Андріяшівський дуб
Андрія́шівський дуб — ботанічна пам'ятка природи місцевого значення в Україні. Об'єкт природно-заповідного фонду Сумської області. 
Розташована в селі Андріяшівка Роменського району Сумської області, біля церкви.

## Опис
Площа 0,01 га. Статус надано згідно з рішенням Сумської обласної ради від 20.02.2019 року. Перебуває у віданні Андріяшівської сільської громади. 
Статус надано для збереження вікового екземпляра дуба віком близько 400 років. Має інформаційний знак. 
Пам'ятка має природоохоронне, наукове, пізнавальне та еколого-освітнє значення.